# إسحاق بي. ودبيري
إسحاق بي. ودبيري (بالإنجليزية: Isaac B. Woodbury)‏ هو ملحن أمريكي، ولد في 23 أكتوبر 1819، وتوفي في 1858.

## وصلات خارجية
- إسحاق بي. ودبيري على موقع IMDb (الإنجليزية)
- إسحاق بي. ودبيري على موقع ميوزك برينز (الإنجليزية)
- إسحاق بي. ودبيري على موقع أول ميوزيك (الإنجليزية)
- إسحاق بي. ودبيري على موقع ديسكوغز (الإنجليزية)